# Elsa Eklund
Elsa Kristina Eklund, född Nyborg 25 december 1893 i Långtora församling, Uppsala län, död 17 maj 1965 i Gävle Staffans församling, Gävleborgs län, var en svensk kristen musiker och sångförfattare.
Eklund var strängmusikant i Frälsningsarmén i Enköping. Hon flyttade till Gävle där hon var frälsningssoldat 1907–1912 och senare blev musikledare i Baptistkyrkan. Som koralkompositör och psalmförfattare författade hon omkring 300 sånger. En del av hennes sånger och arrangemang finns i Till sångens land 1950.
Elsa Eklund var från 1916 gift med Axel Georg Eklund (1893–1970). De är begravda i familjegrav på Gävle gamla kyrkogård.
Texterna och musikkompositionerna av Elsa Eklund är belagda med copyright-innehav till år 2035.

## Psalmer
- Allt närmare korset, dess marter och sår, nr 147 i Nya sånger 1937
- Andefyllda kristna (Vår tid behöver andefyllda kristna), nr 52 i Tempeltoner (musik).
- Blott en dag, nr 87 i Tempeltoner (musikarrangemang för kör av Oscar Ahnfelts tonsättning).
- Bort från jordlivets kval och ve, nr 10 i Nya sånger 1932
- Bortom stjärnehärens värld, nr  4 i Nya sånger 1932
- Broder, du som plats uti ledet tagit, nr 24 i Nya sånger 1932
- Det sköna Kanaan (Långt bort från tidens sorg och strid), nr 32 i Tempeltoner 1935 (text och musik).
- Du sorgsna själ, nr 128 i Nya sånger 1937
- En jublande sång till hans ära, nr 139 i Nya sånger 1937
- En skara jag ser, nr 39 i Tempeltoner 1935 (text och musik).
- En stund med Jesus (Låt mig få en stilla stund med Jesus, nr 32 i Nya sånger 1933 (text och musik).
- Ett bud från Gud (Jag har ett bud, en hälsning från Gud), nr 42 i Tempeltoner 1935 (text och musik).
- Fattig och sorgsen en gång jag gick, nr  1 i Nya sånger 1932
- Frukta ej! (Du Guds lilla här, som till striden gått), nr 29 i Nya sånger 1933 (text och musik).
- Från hemmets lugna, trygga härd, nr 146 i Nya sånger 1937
- Från mörker till ljus (O, härliga frälsning, vad nåd underbar), nr 33 i Tempeltoner 1935 (text och musik).
- Huvud av törne sårat, nr 16 i Tempeltoner 1934 (musik).
- Himmel för mig (Härliga morgon som randas en gång!), nr 26 i Nya sånger 1933 (text och musik).
- Höjen jubel till vår Gud, nr 37 i Tempeltoner 1935 (text och musik).
- Hör mig, nu jag beder, nr 42 i Tempeltoner 1935 (text och musik).
- Hör, o Fader, nr 131 i Nya sånger 1937
- Kom hem! (Uti öknen, långt från fadershuset sköna)
- Kom Herre, i mitt hjärta bo! (Från varje band som binder än), nr 4 i Tempeltoner 1934 (text och musik).
- Land framför (Stundom, när vågen mot min farkost slår), nr 29 i Tempeltoner 1935 (text och musik).
- Min frälsare, till dig jag flyr (O, Jesus, du min frälsningsklippa), nr 25 i Tempeltoner 1935 (text och musik).
- När böneklockorna sättas igång, nr 2 i Tempeltoner 1934 (musik).
- När det en gång mot afton lider (text och musik)
- När jag kallas hem, nr 48 i Tempeltoner 1935 (musik)
- När sig solen döljer i moln och i dimma, nr 144 i Nya sånger 1937
- När solen sjunker uti västerled, nr 138 i Nya sånger 1937
- O Fader, tag min hand den svaga, nr 31 i Nya sånger 1933 (text och musik).
- O, låt mig gå!, nr 6 i Tempeltoner 1934 (text och musik).
- O, sköna land, nr 20 i Tempeltoner 1934 (text och musik).
- O säg, vart leder vägen, nr 14 i Nya sånger 1932
- O, vad fröjd! (Trött av den fruktlösa kampen), nr 47 i Nya sånger 1933 (text och musik).
- O vilken fröjd, att här få tjäna, nr 21 i Nya sånger 1932
- Pilgrimsskaran (Ifrån jordlivets natt med dess sorger och kval) (text och musik), nr 48 i Nya sånger 1933.
- Sjungen till Herrens ära, nr 134 i Nya sånger 1937
- Skall porten öppnas? (Tiden flyr, minuterna försvinna), nr 42 i Nya sånger 1933 (text och musik).
- Snart den sälla dagen skall randas, nr 151 i Nya sånger 1937
- Sänd den härliga kraften (Sänd, o Herre, en våg ifrån Golgata höjd), bland annat nr 45 i Nya sånger 1933 (text och musik)
- Sörj ej för dagar som kommer, lämna den flyende tid, nr 866 i Frälsningsarméns sångbok 1990 (text och musik)
- Till en värld i mörker sänkt, nr 13 i Nya sånger 1932
- Underbar kraft som en gåva från Gud, nr 143 i Nya sånger 1937
- Uti en värld, där sorger bo, nr 18 i Nya sånger 1932
- Vår tid behöver andefyllda kristna, nr 52 i Tempeltoner (musik).
- Ära till vår Gud (Hosianna, ära till vår Gud), nr 20 i Tempeltoner 1934 (text och musik).
- Är du bedrövad, av sorger trängd, nr 378 i Frälsningsarméns sångbok 1990 (text och musik)